# Arquidiócesis de Kasama
La arquidiócesis de Kasama (en latín: Archidioecesis Kasamaën(sis) y en inglés: Roman Catholic Archdiocese of Kasama) es una circunscripción eclesiástica latina de la Iglesia católica en Zambia, sede metropolitana de la provincia eclesiástica de Lusaka. La arquidiócesis tiene al arzobispo Ignatius Chama como su ordinario desde el 12 de enero de 2012. 

## Territorio y organización
La arquidiócesis tiene 75 567 km² y extiende su jurisdicción sobre los fieles católicos de rito latino residentes en la mayor parte de la provincia del Norte.
La sede de la arquidiócesis se encuentra en la ciudad de Kasama, en donde se halla la Catedral de San Juan Apóstol.
En 2019 en la arquidiócesis existían 26 parroquias.
La arquidiócesis tiene como sufragáneas a las diócesis de: Mansa y Mpika.

## Historia
El vicariato apostólico de Banguelo fue erigido el 28 de enero de 1913 con el breve Magno est semper del papa Pío X, obteniendo el territorio del vicariato apostólico de Nyassa (hoy arquidiócesis de Lilongüe).
El 26 de mayo de 1933 cedió una parte de su territorio para la erección de la misión sui iuris de Lwangwa (hoy diócesis de Mpika) mediante el breve Quae catholico del papa Pío XI.
El 10 de julio de 1952 cedió otra porción de territorio para la erección de la prefectura apostólica de Fort Rosebery (hoy diócesis de Mansa) mediante la bula Ut qui sacris del papa Pío XII, y al mismo tiempo asumió el nombre de vicariato apostólico de Kasama en virtud del decreto Cum in Rhodesia de la Congregación de Propaganda Fide.
El 25 de abril de 1959 el vicariato apostólico fue elevado a diócesis sufragánea de la arquidiócesis de Lusaka con la bula Cum christiana fides del papa Juan XXIII.
El 12 de julio de 1967 fue elevada al rango de arquidiócesis metropolitana con la bula Qui altissimi Dei del papa Pablo VI.
En noviembre de 1995 se amplió incorporando cuatro parroquias que pertenecían a la diócesis de Mpika.

## Estadísticas
De acuerdo al Anuario Pontificio 2020 la arquidiócesis tenía a fines de 2019 un total de 802 894 fieles bautizados.
| Año                                                                             | Población            | Población | Población      | Sacerdotes | Sacerdotes    | Sacerdotes    | Bautizados por sacerdote | Diáconos permanentes | Religiosos | Religiosos | Parroquias |
| Año                                                                             | Bautizados católicos | Total     | % de católicos | Total      | Clero secular | Clero regular | Bautizados por sacerdote | Diáconos permanentes | Varones    | Mujeres    | Parroquias |
| ------------------------------------------------------------------------------- | -------------------- | --------- | -------------- | ---------- | ------------- | ------------- | ------------------------ | -------------------- | ---------- | ---------- | ---------- |
| 1950                                                                            | 140 117              | 140 117   | 100.0          | 67         | 7             | 60            | 2091                     |                      | 71         | 35         |            |
| 1970                                                                            | 147 480              | 254 000   | 58.1           | 56         | 11            | 45            | 2633                     |                      | 70         | 63         |            |
| 1980                                                                            | 161 000              | 298 000   | 54.0           | 42         | 10            | 32            | 3833                     |                      | 49         | 49         | 14         |
| 1990                                                                            | 238 475              | 433 592   | 55.0           | 53         | 19            | 34            | 4499                     |                      | 59         | 73         | 15         |
| 1999                                                                            | 341 500              | 632 390   | 54.0           | 56         | 35            | 21            | 6098                     |                      | 39         | 77         | 18         |
| 2000                                                                            | 420 000              | 803 000   | 52.3           | 57         | 39            | 18            | 7368                     |                      | 32         | 87         | 22         |
| 2001                                                                            | 438 350              | 827 090   | 53.0           | 61         | 42            | 19            | 7186                     |                      | 28         | 103        | 22         |
| 2002                                                                            | 438 350              | 827 090   | 53.0           | 63         | 44            | 19            | 6957                     |                      | 28         | 108        | 23         |
| 2003                                                                            | 448 329              | 877 630   | 51.1           | 68         | 49            | 19            | 6593                     |                      | 29         | 114        | 23         |
| 2004                                                                            | 592 886              | 1 038 954 | 57.1           | 73         | 52            | 21            | 8121                     |                      | 33         | 162        | 23         |
| 2006                                                                            | 643 000              | 1 063 000 | 60.5           | 78         | 60            | 18            | 8243                     |                      | 56         | 166        | 23         |
| 2007                                                                            | 651 000              | 1 078 000 | 60.3           | 78         | 59            | 19            | 8346                     | 7                    | 36         | 162        | 23         |
| 2013                                                                            | 769 000              | 1 290 000 | 59.6           | 68         | 52            | 16            | 11 308                   |                      | 62         | 91         | 23         |
| 2016                                                                            | 570 130              | 1 216 000 | 46.9           | 67         | 54            | 13            | 8509                     | 2                    | 46         | 103        | 23         |
| 2019                                                                            | 802 894              | 1 433 740 | 56.0           | 77         | 65            | 12            | 10 427                   |                      | 35         | 84         | 26         |
| Fuente: Catholic-Hierarchy, que a su vez toma los datos del Anuario Pontificio. |                      |           |                |            |               |               |                          |                      |            |            |            |

## Episcopologio
- Etienne-Benoît Larue, M.Afr. † (28 de enero de 1913-5 de octubre de 1935 falleció)
- Alexandre-Auguste-Laurent-Marie Roy, M.Afr. † (5 de octubre de 1935 por sucesión-16 de mayo de 1949 renunció)
- Marcel Daubechies, M.Afr. † (3 de febrero de 1950-25 de noviembre de 1964 renunció[8])
- Clemens P. Chabukasansha † (6 de julio de 1965-22 de febrero de 1973 renunció)
- Elias White Mutale † (17 de septiembre de 1973-12 de febrero de 1990 falleció)
- James Mwewa Spaita † (3 de diciembre de 1990-30 de abril de 2009 retirado)
  - Sede vacante (2009-2012)
- Ignatius Chama, desde el 12 de enero de 2012